# Achias gjellerupi
Achias gjellerupi är en tvåvingeart som beskrevs av de Meijere 1913. Achias gjellerupi ingår i släktet Achias och familjen bredmunsflugor. Inga underarter finns listade i Catalogue of Life.